# CommuniGate Pro
CommuniGatePRO (CGP) è un software server per la gestione integrata della comunicazione su IP. Integra un sistema affidabile di gestione della posta elettronica, con funzioni di groupware, ad una piattaforma di gestione di Instant Messaging e Presence, ad una di gestione di flussi voce e video su IP. Inoltre include diversi applicativi pronti all'uso tra cui un semplice PBX. CGP è compatibile con più di 40 diversi sistemi operativi ed è strettamente aderente agli standard per tutti i protocolli supportati.
CommuniGatePRO (CGP) è sviluppato da CommuniGate Systems Inc.  e distribuito in esclusiva per l'Italia da AnswerVad .